# Grusonia dumetorum
Grusonia dumetorum ist eine Pflanzenart in der Gattung Grusonia aus der Familie der Kakteengewächse (Cactaceae). Das Artepitheton dumetorum bedeutet ‚Dickicht, Gestrüpp; so viel wie aus dem Dickicht‘.

## Beschreibung
Grusonia dumetorum bildet Klumpen von bis zu 50 Zentimeter Höhe. Die mehr oder weniger zylindrischen, gräulich grünen Triebabschnitte sind etwas flaumhaarig und leicht gehöckert. Die kreisrunden Areolen sind mit weißer Wolle, einigen wenigen weißen Haaren und weißlichen Glochiden besetzt. Es sind mehrere ungleiche, spreizende, gelbliche brauen Dornen von 1,2 bis 1,5 Zentimeter Länge vorhanden. 
Über die Blüten  und Früchte ist nichts bekannt.

## Verbreitung und Systematik
Grusonia dumetorum ist im mexikanischen Bundesstaat Tamaulipas verbreitet.
Die Erstbeschreibung als Opuntia dumetorum durch Alwin Berger erfolgte 1929. Edward Frederick Anderson stellte die Art 1999 in die Gattung Grusonia. Weitere nomenklatorische Synonyme sind Corynopuntia dumetorum (A.Berger) F.M.Knuth (1936) und Platyopuntia dumetorum (A.Berger) F.Ritter (1979, unkorrekter Name, ICBN-Artikel 11.4).
Grusonia dumetorum ist nur unzureichend bekannt.

## Nachweise